# Сапёрное

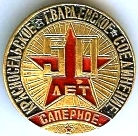

Сапёрное (до 1948 года Валкярви 1, 2, фин. Valkjärvi 1, 2) — посёлок в Ромашкинском сельском поселении Приозерского района Ленинградской области.

## Название
В переводе с финского топоним Валкъярви означает «Белое озеро». Такое название озеро получило за светлый цвет воды.
6 января 1948 года решением исполкома Юлемякского сельсовета деревне присвоили переводное наименование Белая, но к весне название заменили на Измайловка. Летом того же года члены комиссии, перебросили наименование Сапёрное, ранее присвоенное деревне Кунинкаанристи, на деревню Валкъярви, что и было закреплено указом Президиума ВС РСФСР от 13 января 1949 года.

## История
Граница по Ореховскому мирному договору 1323 года между Новгородской республикой и Шведским королевством прошла недалеко от этих мест, закрепив территориально земли деревни за новгородскими владениями.
В налоговых книгах середины XVI века упомянуты пять дворов с названиями «деревня у озера у Белого» и «Збор у озера у Белого».

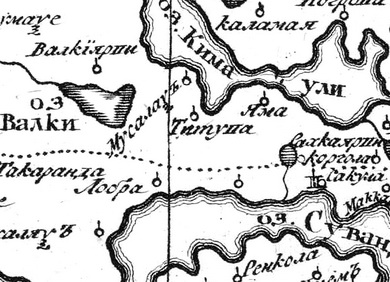
Деревня Валкъярви на русской карте 1745 года
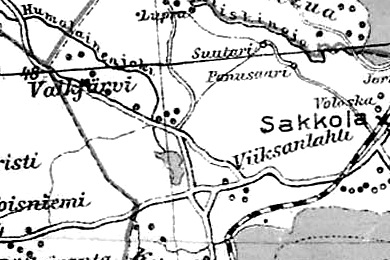
Деревня Валкъярви на финской карте 1923 года

До 1939 года деревня Валкъярви входила в состав волости Саккола Выборгской губернии Финляндской республики. Большая часть жителей деревни получала средства к существованию за счёт ведения сельского хозяйства и лесного промысла. Дети и женщины занимались сбором грибов и ягод для себя и на продажу. В 1928 году в деревню была перевезена народная школа из деревни Вийксанлахти. Несколько лет в деревне работало спортивное и гимнастическое общество «Иску» (Удар). Всего на 1939 год в деревне было 38 дворов.
С 1 января 1940 года в составе Карело-Финской ССР.
С 1 августа 1941 года по 31 июля 1944 года финская оккупация.
С 1 ноября 1944 года в составе Юлимякского сельсовета Кексгольмского района.
С 1 октября 1948 года в составе Красноармейского сельсовета Приозерского района.
С 1 января 1949 года учитывается, как деревня Сапёрное.
С 1 февраля 1963 года — в составе Выборгского района.
С 1 января 1965 года — вновь в составе Приозерского района. В 1965 году деревня насчитывала 925 жителей.
По данным 1966 и 1973 годов посёлок Сапёрное входил в состав Красноармейского сельсовета.
По данным 1990 года посёлок Сапёрное входил в состав Ромашкинского сельсовета.
В 1997 году в посёлке Сапёрное Ромашкинской волости проживали 3514 человек, в 2002 году 3297 человека (русские — 78 %).
В 2007 году в посёлке Сапёрное Ромашкинского СП проживал 3145 человек, в 2010 году — 3647 человек.

## География
Посёлок расположен в центральной части района на автодороге А121 «Сортавала» (Санкт-Петербург — Сортавала — автомобильная дорога Р-21 «Кола») в месте примыкания к ней автодороги 41К-153 (Сапёрное — Кузнечное).
Расстояние до административного центра поселения — 10 км.
Расстояние до ближайшей железнодорожной станции Громово — 6 км.
В посёлке расположено озеро Сапёрное.

## Демография
| 2002 | 2007  | 2010  | 2017  |
| ---- | ----- | ----- | ----- |
| 3297 | ↘3145 | ↗3647 | ↘3139 |

## Улицы
Богородичный переулок, Варшко, Верхние Горки, Красноармейская, Леншоссе, Набережная, Типанова, Типанова 1-я, Типанова 2-я, Типанова 3-я, Типанова 4-я, Школьная .

## Садоводства
Гвардеец